# Julien Mages
Julien Mages, né le 24 août 1977 à Wolhusen, est un écrivain, comédien et metteur en scène vaudois.

## Biographie
Auteur, comédien et metteur en scène, il est issu de la première volée de La Manufacture, Haute école de théâtre de Suisse Romande (HETSR) à Lausanne. Il est l'auteur de sept textes pour la scène, dont Cadre Division, spectacle pour onze jeunes comédiens créé au sein de la HETSR puis repris en automne 2006 à l’Arsenic à Lausanne. De cette expérience est né le « Collectif Division », compagnie qui a pour objectif « de réveiller les spectateurs et susciter le débat ». 
Auteur de nombreuses pièces, Julien Mages crée Les perdus en 2009, pièce qui est publiée aux éditions Paulette en 2010.

## Sources
- Site officiel de Julien Mages.
- « Julien Mages », sur la base de données des personnalités vaudoises sur la plateforme « Patrinum » de la Bibliothèque cantonale et universitaire de Lausanne.
- sites et références mentionnés